# Mega Vixens
Pour plus de détails, voir Fiche technique et Distribution.
Mega Vixens, dont le titre original anglais est Up! est un film américain de Russ Meyer, sorti en 1976.

## Synopsis
Dans un paysage montagnard et désert, la plantureuse Margo Winchester, au tour de poitrine impressionnant, est violée par un autochtone, mais elle se défend et parvient à tuer son agresseur. Elle est recueillie par le policier Homer Johnson.
Cela lui vaut d'être engagée comme danseuse dans un bar louche, tenu par Paul et Sweet Lil'Alice, et fréquenté par un bucheron à l'allure de brute. Quel rapport avec Adolf Schwartz, sosie de Hitler dévoré par un piranha alors qu'il prenait son bain ? Apparemment, aucun. Quoique…
Le film est scandé par des relances narratives exécutée par l'actrice Kitten Natividad, complètement nue.

## Fiche technique
- Titre français : Mega Vixens
- Titre original : Up!
- Réalisation : Russ Meyer
- Scénario : Russ Meyer
- Musique : William Loose
- Langue : anglais
- Durée : 80 min

## Distribution
- Kitten Natividad : La narratrice
- Edward Schaaf : Adolf Schwartz
- Robert McLane : Paul
- Elaine Collins : L'éthiopienne
- Candy Samples : La femme cagoulée
- Su Ling : La japonaise
- Janet Wood : Douce Alice
- Linda Sue Ragsdale : Gwendolyn
- Raven De La Croix : Margo Winchester
- Monty Bane : Homer Johnson
- Larry Dean : Leonard Box
- Bob Schott : Rafe
- Foxy Lae : Pocahontas
- Ray Reinhardt
- Marianne Marks

## Autour du film
- Le réalisateur Russ Meyer se livre à de nombreux plans serrés de seins, de toisons pubiennes féminines et l'exhibition de faux sexes masculins, énormes et veineux.
- Meyer apparaît dans un caméo, en tant que client lors de l'inauguration du deuxième établissement de Paul, Alice et Margo. On le voit encourager Rafe en le tapant sur les fesses alors qu'il viole Margo, et mener la retraite lorsqu'il entend les sirènes de police.